# 遠山友将
遠山 友将（とおやま ともまさ）は、美濃苗木藩の第6代藩主。

## 略歴
正徳5年9月9日（1715年10月6日）、苗木城で生まれた。
享保7年（1722年）6月15日、父の死で家督を嗣いだが、父の遺言に従い、叔父の遠山友央に美濃国加茂郡内の500石を分知したため、苗木藩は、1万21石5斗2升となった。
享保8年（1723年）3月、御家御条目二十一ヶ条を公布し、身分秩序の維持・質素倹約の励行を規定した。
享保10年（1725年）8月15日、将軍・徳川吉宗に御目見えした。
享保12年（1727年）12月18日、従五位下に叙任され豊前守と称した。
享保14年（1729年）3月15日、苗木藩主となって初めて苗木城へ帰城した。
以後、幸橋御門番・日比谷御門番・駿府加番などを任じられた。
享保17年閏5月21日（1732年7月12日）江戸で没した。享年18歳。
未婚で嗣子が無かったため、苗木藩主は、分家して旗本となっていた叔父の遠山友央が嗣いだ。
墓所は中津川市苗木の苗木遠山家廟所。